# Margrith Bigler-Eggenberger
Margrith Bigler-Eggenberger (Uzwil, 14 maart 1933 - Sankt Gallen, 5 september 2022) was een Zwitserse advocate en rechter. Ze was de eerste vrouwelijke rechter in het Bondsgerechtshof van Zwitserland.

## Biografie
Margrith Bigler-Eggenberger was een dochter van Mathias Eggenberger, die lid was van de Nationale Raad en de Kantonsraad, en van Wilhelmina Naef. Ze huwde Kurt Bigler, leraar en lid van de raad van de Universiteit van Sankt Gallen. Na haar studies in Genève en in Zürich behaalde ze een doctoraar in de rechten en werd ze in 1961 advocate in Sankt Gallen en Biel/Bienne.
Vanaf 1966 was ze rechter in het verzekeringsgerecht van Sankt Gallen en vanaf 1967 gaf ze avondles aan de hogeschool van Sankt Gallen. Vanaf 1974 onderwees ze daar socialeverzekeringsrecht. Als lid van de Sociaaldemocratische Partij van Zwitserland (SP/PS) was zij de eerste vrouwelijke rechter in het Bondsgerechtshof van Zwitserland, vanaf 1972 als plaatsvervangend rechter en van 1974 tot 1994 als rechter. Op sociaal vlak zette ze zich in voor gelijke rechten en gelijke kansen.

## Onderscheidingen
- Doctor honoris causa aan de hogeschool van Sankt Gallen (1974)